# Дифференциальное уравнение Римана
Дифференциа́льное уравне́ние Ри́мана — обобщение гипергеометрического уравнения, позволяющее получить регулярные сингулярные точки в любой точке сферы Римана. Названо в честь математика Бернхарда Римана.

## Определение
Дифференциальное уравнение Римана определяется как
{\displaystyle {\frac {d^{2}w}{dz^{2}}}+\left[{\frac {1-\alpha -\alpha '}{z-a}}+{\frac {1-\beta -\beta '}{z-b}}+{\frac {1-\gamma -\gamma '}{z-c}}\right]{\frac {dw}{dz}}}
{\displaystyle +\left[{\frac {\alpha \alpha '(a-b)(a-c)}{z-a}}+{\frac {\beta \beta '(b-c)(b-a)}{z-b}}+{\frac {\gamma \gamma '(c-a)(c-b)}{z-c}}\right]{\frac {w}{(z-a)(z-b)(z-c)}}=0.}
Его регулярными сингулярными точками будут a, b и c. Их степени {\displaystyle \alpha } и {\displaystyle \alpha '}, {\displaystyle \beta } и {\displaystyle \beta '}, {\displaystyle \gamma } и {\displaystyle \gamma '} соответственно. Они удовлетворяют условию
{\displaystyle \alpha +\alpha '+\beta +\beta '+\gamma +\gamma '=1.}

## Решения уравнения
Решения уравнения Римана записываются через P-символ Римана
{\displaystyle w=P\left\{{\begin{matrix}a&b&c&\;\\\alpha &\beta &\gamma &z\\\alpha '&\beta '&\gamma '&\;\end{matrix}}\right\}}
Обычная гипергеометрическая функция может быть записана как
{\displaystyle \;_{2}F_{1}(a,b;c;z)=P\left\{{\begin{matrix}0&\infty &1&\;\\0&a&0&z\\1-c&b&c-a-b&\;\end{matrix}}\right\}}
P-функции подчиняются ряду тождеств, одно из которых позволяет обобщить их в терминах гипергеометрических функций. А именно, выражение
{\displaystyle P\left\{{\begin{matrix}a&b&c&\;\\\alpha &\beta &\gamma &z\\\alpha '&\beta '&\gamma '&\;\end{matrix}}\right\}=\left({\frac {z-a}{z-b}}\right)^{\alpha }\left({\frac {z-c}{z-b}}\right)^{\gamma }P\left\{{\begin{matrix}0&\infty &1&\;\\0&\alpha +\beta +\gamma &0&\;{\frac {(z-a)(c-b)}{(z-b)(c-a)}}\\\alpha '-\alpha &\alpha +\beta '+\gamma &\gamma '-\gamma &\;\end{matrix}}\right\}}
позволяет записать решение уравнения в виде
{\displaystyle w=\left({\frac {z-a}{z-b}}\right)^{\alpha }\left({\frac {z-c}{z-b}}\right)^{\gamma }\;_{2}F_{1}\left(\alpha +\beta +\gamma ,\alpha +\beta '+\gamma ;1+\alpha -\alpha ';{\frac {(z-a)(c-b)}{(z-b)(c-a)}}\right)}

## Преобразование Мёбиуса
P-функция обладает простой симметрией по отношению к преобразованию Мёбиуса, то есть по отношению к группе GL(2, C) или, что эквивалентно, конформному отображению сферы Римана. Произвольно выбранные четыре комплексных числа A, B, C и D, удовлетворяющие условию {\displaystyle AD-BC\neq 0}, определяют соотношения
{\displaystyle u={\frac {Az+B}{Cz+D}}\quad {\text{ and }}\quad \eta ={\frac {Aa+B}{Ca+D}}}и
{\displaystyle \zeta ={\frac {Ab+B}{Cb+D}}\quad {\text{ and }}\quad \theta ={\frac {Ac+B}{Cc+D}}.}
Тогда будет справедливым равенство
{\displaystyle P\left\{{\begin{matrix}a&b&c&\;\\\alpha &\beta &\gamma &z\\\alpha '&\beta '&\gamma '&\;\end{matrix}}\right\}=P\left\{{\begin{matrix}\eta &\zeta &\theta &\;\\\alpha &\beta &\gamma &u\\\alpha '&\beta '&\gamma '&\;\end{matrix}}\right\}}